# 긴엄지폄근 (손)
긴엄지폄근(extensor pollicis longus muscle, EPL) 또는 장무지신근(長拇指伸筋)은 아래팔뒤칸 깊은층에 위치한 근육이다. 짧은엄지폄근보다 크기가 훨씬 크며, 긴엄지폄근의 이는곳에서 짧은엄지폄근은 긴엄지폄근으로 일부 덮여 있다. 두 근육은 모두 엄지를 펴는 작용을 한다.

## 구조
긴엄지폄근은 자뼈 뒷면과 아래팔의 뼈사이막에서 일어나는데, 긴엄지폄근의 이는곳은 긴엄지벌림근과 짧은엄지폄근의 이는곳에 이웃해 있다.
힘줄이 된 긴엄지폄근은 셋째 힘줄칸을 지나가, 노뼈 아래쪽 끝의 뒷면에 파여 있는 좁고 비스듬한 고랑을 지나간다. 손등의 정중선 부근에서 손목을 가로지른 긴엄지폄근의 힘줄은 노뼈 먼쪽 끝에서 리스터결절을 마치 도르래와 같이 감고 방향을 바꿔 엄지 쪽으로 향한다.
긴엄지폄근의 힘줄은 긴노쪽손목폄근과 짧은노쪽손목폄근의 힘줄을 비스듬하게 가로지른다. 이때 노동맥이 들어가 있는 삼각형의 공간인 해부학적코담배갑으로 인해 짧은엄지폄근과 분리되어 있다.
최종적으로 힘줄은 엄지의 먼쪽손가락뼈 바닥에 닿는다.
긴엄지폄근의 힘줄은 얕은쪽에 위치한 긴 윤활집을 6.7~9.7cm 정도 통과한다. 윤활집은 얕은쪽에 위치하고 길이가 길며, 아래팔 노쪽 모서리부터 엄지까지 비스듬한 방향으로 통과하고, 폄근지지띠에서 첫째 손목손허리관절까지 이어진다. 윤활집 안에서 몸쪽과 먼쪽의 힘줄간막이 힘줄을 윤활집 바닥과 연결시켜 준다.

### 위치 관계
긴엄지폄근의 힘줄은 짧은엄지폄근 힘줄, 긴엄지벌림근 힘줄과 함께 노동맥을 가로지른다.

### 혈액 공급
긴엄지폄근의 힘줄은 다양한 동맥의 가지로부터 혈액을 공급 받는다. 힘줄이 윤활집으로 들어가기 전에는 앞뼈사이동맥이나 앞뼈사이동맥의 근육가지가 힘줄로 들어간다. 윤활집 자체는 동일 동맥의 뒤가지에서 혈액을 공급 받는다. 윤활집을 넘어간 손허리 영역에서는 노동맥이 직접 힘줄에 혈액을 공급한다. 손가락뼈에서 힘줄은 손등널힘줄을 형성하는데, 첫째 등쪽손허리동맥의 손가락가지가 손등널힘줄에 혈액을 공급한다.

### 신경 분포
긴엄지폄근은 노신경 깊은가지가 연속된 신경인 뒤뼈사이신경(C7, C8)의 지배를 받는다.

## 기능
긴엄지폄근은 엄지의 먼쪽손가락뼈까지 이어진다. 긴엄지폄근의 힘줄에 붙는 짧은엄지벌림근과 엄지모음근은 중립 자세에서 엄지의 손가락사이관절을 펼 수 있으나, 손가락사이관절에서 엄지를 완전히 과신전시킬(젖힐) 수 있는 것은 긴엄지폄근뿐이다. 손목관절, 손목손허리관절, 손허리손가락관절이 동시에 펴진 경우 이러한 손가락사이관절의 완전한 과신전은 불가능하거나 훨씬 어려워진다. 마찬가지로, 긴엄지굽힘근이 작용하여 손가락사이관절을 굽히는 작용 역시 손목을 굽힌 상태에선 상당히 감소한다.
한편 짧은엄지폄근과 함께 손허리손가락관절에 폄근으로서 작용하기도 한다. 또한 엄지의 손목손허리관절의 모음과 폄을 일으킨다.

## 임상적 중요성
윤활집의 염증성 자극인 건초염은 드럼 연주와 같은 반복 활동 이후에 셋째 힘줄칸에서 비교적 흔히 발병한다.

## 추가 이미지
- 해부학적코담배갑
- 왼쪽 아래팔의 뼈를 뒤에서 본 모습
- 왼쪽 손등의 뼈
- 손가락의 힘줄과 힘줄끈
- 아래팔 중간부의 단면
- 아래팔뒤칸 얕은층의 근육
- 아래팔뒤칸 깊은층의 근육
- 손목과 손가락의 단면
- 아래팔과 손 뒤쪽의 동맥
- 손목 뒤쪽 힘줄들의 윤활집. 긴엄지폄근은 그림의 오른쪽 중간에 보인다.
- 손의 근육을 뒤에서 본 모습

## 참고 문헌
이 문서는 현재 퍼블릭 도메인에 속하는 그레이 해부학 제20판(1918) page 455의 내용을 기초로 작성된 글이 포함되어 있습니다.
1. 1 2 3  Platzer, Werner (2004). 《Color Atlas of Human Anatomy, Vol. 1: Locomotor System》 5판. Thieme. 168쪽. ISBN 3-13-533305-1.
2. 1 2 3 4  Austin, Noelle M (2005). 〈Chapter 9: The Wrist and Hand Complex〉.   Levangie, Pamela K; Norkin, Cynthia C. 《Joint Structure and Function: A Comprehensive Analysis》 4판. Philadelphia: F. A. Davis Company. 339쪽. ISBN 0-8036-1191-9.
3. 1 2 3  Gray's Anatomy 1918, see infobox
4. 1 2  Zbrodowski, A; Gajisin, S; Grodecki, J (September 1982). “Vascularization of the tendons of the extensor pollicis longus, extensor carpi radialis longus and extensor carpi radialis brevis muscles”. 《J Anat》 135 (Pt 2): 235-9. PMC 1168229. PMID 7174499.
5. ↑  Schmitt, Rainer; Lanz, Ulrich; Buchberger, Wolfgang (2008). 《Diagnostic Imaging of the Hand》. Thieme. 336쪽. ISBN 9781588904539.